# Sijamski jezici
Sijamski jezici (privatni kod: taik); isto i Tai-Kadai) jezična porodica iz južne Azije, osobito u Indokini. Obuhvaća (92) jezika. Ethnologue 14th imao je na popisu (70) jezika; Ethnologue 15th (76) i Ethnologue 16th 92.
Ethnologue 14 klasificira ih na:
a. Hlai (2): Hlai [Lic] (Kina); Jiamao [Jio] (Kina)
b. Kadai (9):
b1. Bu-Rong (1): yerong [yrn]
b2. Ge-Chi (3), Vijetnam: gelao [kkf], lachi [lbt], bijeli lachi [lwh]
b3. Yang-Biao (5): buyang [byu] (Kina), cun [cuq] (Kina), en [enc] (vijetnam), laqua [laq] (Vijetnam), laha [lha] (Vijetnam)
c. Kam-Tai (Tajski jezici) (59):
c1. Be-Tai (49):
a. Be (1): lingao [onb] (Kina)
b. Tai-Sek (48):
b1. Sek (1): saek [skb] (Laos)
b2. Tai (47):
a. Centralni (6): e [eee] (Kina), man cao lan [mlc] (Vijetnam), nung [nut] (Vijetnam), tày [tho] (Vijetnam), ts'ün-lao [tsl] (Vijetnam), južni zhuang [ccy] (Kina)
b. Istočni centralni (1):
b1. Sjeverozapadni (1): turung [try] (Indija)
c. Sjeverni (4): sjeverni zhuang [ccx] (Kina), nhang [nha] (Vijetnam), bouyei [pcc] (Kina), tai mène [tmp] (Laos)
d. Jugozapadni (29): 
d1. Istočni-centralni (21): 
a. Chiang Saeng (8): tai dam [blt] (Vijetnam), sjeverni thai [nod] (Tajland), phuan [phu] (Tajland), song [soa] (Tajland), thai [thj] (Tajland), tai dón [twh] (Vijetnam), tai daeng [tyr] (viet nam), tay tac [tyt] (Vijetnam).
b. Lao-Phutai (4): lao [nol] (laos), nyaw [nyw] (Tajland), phu thai [pht] (thailand), sjeveroistočni thai [tts] (Tajland)
c. Sjeverozapadni (9): ahom [aho] (Indija), aiton [aio] (Indija), lü [khb] (Kina), khamti [kht] (myanmar), khün [kkh] (myanmar), khamyang [ksu] (Indija), phake [phk] (india), shan [sjn] (myanmar), tai nüa [tdd] (Kina)
d2. Južni (1): južni thai [sou] (Tajland)
Neklasificirani (5): tai ya [cuu] (Kina), tai hang tong [thc] (Vijetnam), tai hongjin [tiz] (Kina), tai man thanh [tmm] (Vijetnam),yong [yno] (Tajland)
pu ko [puk] (laos)
tai long [thi] (laos)
Neklasificirani (7): kang [kyp] (Laos), kuan [uan] (Laos), rien [rie] (Laos), tai pao [tpo] (Laos), tay jo [tyj] (Vijetnam), tay khang [tnu] (Laos), yoy [yoy] (Tajland)
c2. Kam-Sui (9): ai-cham [aih] (Kina), cao miao [cov] (Kina), dong, northern [doc] (Kina), dong, southern [kmc] (china), mak [mkg] (china), maonan [mmd] (Kina), mulam [mlm] (china), sui [swi] (Kina), t'en [tct] (Kina)
c3. Lakkja (1): lakkia [lbc] (Kina)
Ethnologue 15th.
A) Hlai jezici (2), Kina: jiamao, hlai.
B) Kadai jezici (12), Kina, Vijetnam
b1. Bu-Rong jezici (1), Kina: yerong.
b2. Ge-Chi jezici (6), Kina, Vijetnam:  bijeli gelao, bijeli lachi, crveni gelao, gelao, lachi, zeleni gelao,
b3. Yang-Biao jezici (5), Kina, Vijetnam: buyang, cun, en, qabiao, laha.
C) Kam-Tai jezici (62)
c1. Be-Tai jezici (50)
a. Be (1), Kina: lingao.
b. Tai-Sek jezici (49), Laos, Vijetnam:
b1. Sek (1), Laos: saek.
b2. Tai (48), Kina, Vijetnam, Laos, Tajland, Indija, Burma: ahom, aiton, bouyei, cao lan, e, južni thai, južni zhuang, khamti, khamyang, khün, kuan, lao, lü, nung, nyaw, pa di, phake, phu thai, phuan, pu ko, rien, shan,  sjeverni thai, sjeverni zhuang, sjeveroistočni thai, tai daeng, tai dam, tai do, tai dón, tai hang tong, tai hongjin, tai long, tai mène, tai nüa, tai pao, tai thanh, tai ya, tày, tay khang, tày sa pa, tày tac, thai, thai song, thu lao, ts'ün-lao, turung, yong, yoy.
c2. Kam-Sui jezici (11), Kina: ai-cham, biao, cao miao, južni dong, kang, mak, maonan, mulam, sjeverni dong, sui, t'en.
c3. Lakkja jezici (1), Kina: lakkia.

## Današnja klasifikacija
a. Hlai (2):
b. Kadai (14):
b1. Ge-Chi (5):
b2. Ge-Yang (1):
b3. Yang-Biao (8):
c. Kam-Tai (76):
c1. Be-Tai (63):
c2. Kam-Sui (12):
c3. Lakkja (1):

## Vanjske poveznice
- Ethnologue (14th)
- Ethnologue (15th)
- Familia Tai-Kadai
- The Tai-Kadai Subgroup